# Schule von Siena

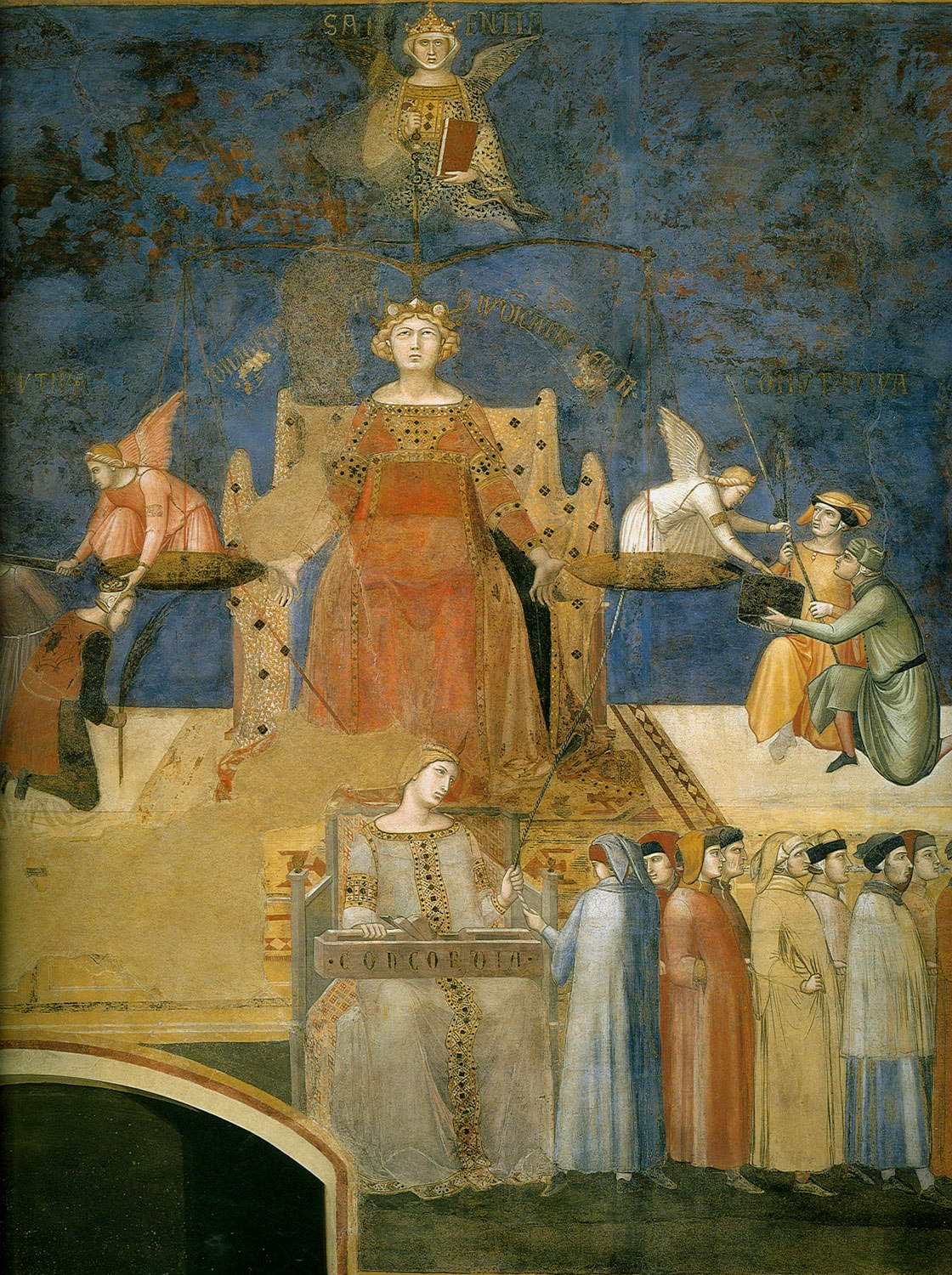
Gute Regierung (Detail), Fresko von Ambrogio Lorenzetti. Palazzo Publico, Siena

Die Schule von Siena, auch Malerschule von Siena oder Sienesische Schule genannt, war eine Malereibewegung in Siena (Italien), die vom Ende des 13. bis ins 15. Jahrhundert wirkte. In dieser Zeit war sie neben der Florentiner Malerei eine der bedeutendsten, wobei sie eine eher konservative Linie, geprägt von der Gotik verfolgte. Unter den bekanntesten Vertretern waren Duccio di Buoninsegna, dessen Arbeiten einen byzantinischen Einfluss zeigten, und sein Schüler Simone Martini, der ab 1336 am päpstlichen Hof in Avignon tätig war und als einer der Begründer der Schule von Avignon gilt. Im 15. Jahrhundert verlor die Sienesische Schule an Bedeutung.

## Hintergrund
Siena war Zentrum einer eigenständigen Art der Malerei, die in der ersten Hälfte des vierzehnten Jahrhunderts ihre Blütezeit hatte. Von der Mitte des dreizehnten bis zum Anfang des sechzehnten Jahrhunderts waren ihre Merkmale kontinuierlich in Bildwerken vorhanden. Diese Schule zeichnete sich durch ihre geschmackvoll ausgewählten Farben aus, was seinen Ursprung in der Kunst von Byzanz hatte. Zudem nahm sie stilistisch gotische Ausdrucksformen auf und unterschied sich von jenen Elementen der Renaissance.
Die Malerei in der Region um Siena ging auf bescheidene Anfänge zurück. Es gab Werke klösterlichen Ursprungs, deren Stil der Schule von Spoleto in Umbrien ähnelten. Die zeitgenössischen Malerei aus Florenz und Lucca beeinflussten zwischen 1220 und 1250 die Kunst in Siena. Um die Mitte des 13. Jahrhunderts bildete sich eine eigenständige Kunstform, die als Schule von Siena zusammengefasst wird.

## Künstler
1251–1300
- Coppo di Marcovaldo
- Dietisalvi di Speme
- Guido da Siena
- Meister von Tressa

1301–1350
- Bartolomeo Bulgarini
- Barna da Siena
- Ugolino da Siena
- Duccio di Buoninsegna
- Ambrogio Lorenzetti
- Pietro Lorenzetti
- Ugolino Lorenzetti
- Lippo Memmi
- Luca di Tommè
- Segna di Bonaventura
- Simone Martini

1351–1400
- Bartolo di Fredi
- Spinello Aretino
- Paolo di Giovanni Fei
- Jacopo di Mino del Pellicciaio
- Taddeo di Bartolo[2]
- Andrea Vanni
- Lippo Vanni

1401–1450
- Andrea di Bartolo
- Benvenuto di Giovanni
- Giovanni di Paolo
- Pietro di Giovanni d’Ambrogio
- Stefano di Giovanni Sassetta

1451–1500
- Francesco di Giorgio
- Matteo di Giovanni[3]
- Neroccio dei Landi
- Sano di Pietro (Meister der Osservanza)
- Vecchietta

1501–1550
- Domenico Beccafumi
- Girolamo di Benvenuto
- Sodoma (Giovanni Antonio Bazzi)